# In Private
In Private – piosenka nagrana przez brytyjską wokalistkę Dusty Springfield, która w 1989 roku wydana została na singlu. Utwór napisali członkowie zespołu Pet Shop Boys, Chris Lowe i Neil Tennant. Zarówno ten singiel, jak i jej poprzedni „Nothing Has Been Proved” zostały wyprodukowane przez duet Pet Shop Boys i  Juliana Mendelsohna. Piosenkę w wykonaniu Springfield umieszczono na jej albumie Reputation (1990).
Singiel z „In Private” dotarł do pozycji 14. na głównej brytyjskiej liście przebojów UK Singles Chart. W recenzji opublikowanej w branżowym czasopiśmie „Music & Media” autor określił tę piosenkę jako „mocny numer w stylu lat 60.”.

## Historia
Singiel „In Private” wydany został 20 listopada 1989 roku. Wcześniej duet Pet Shop Boys zaproponował by Springfield nagrała tę piosenkę. Według relacji Tennanta, gdy tylko Lowe zagrał mu melodię tego utworu ten pierwszy zdecydował, że „to jest piosenka Dusty”.

## Tekst
Warstwa liryczna utworu odnosi się bezpośrednio do psychologicznych i społecznych niebezpieczeństw związanych z utrzymywaniem tajemnic seksualnych. W tekście autorzy zawarli też sugestywne i niebezpośrednie aluzje do homoseksualizmu skierowane do osób obeznanych z tym tematem. Słowa What you’re gonna say in private / What you’re gonna do in public miały według twórców nawiązywać ściśle do prywatnego życia Springfield.

## Listy przebojów
| Kraj   | Lista                          | Pozycja | Źr.    |
| ------ | ------------------------------ | ------- | ------ |
| AU     | Top 50 Singles                 | 136     | [ 9 ]  |
| BE-VLG | Ultratop 50 Singles (Flandria) | 2       | [ 10 ] |
| EU     | Eurochart Hot 100 Singles      | 47      | [ 11 ] |
| FR     | Top Singles & Titres           | 36      | [ 12 ] |
| NL     | Single Top 100                 | 8       | [ 13 ] |
| IE     | Top 100 Singles                | 13      | [ 14 ] |
| DE     | Single Top 100                 | 4       | [ 15 ] |
| PL     | LP3                            | 28      | [ 16 ] |
| SE     | Topplistan                     | 7       | [ 17 ] |
| GB     | Official Singles Chart Top 100 | 14      | [ 4 ]  |

| Kraj   | Lista                          | Pozycja | Źr.    |
| ------ | ------------------------------ | ------- | ------ |
| BE-VLG | Ultratop 50 Singles (Flandria) | 13      | [ 18 ] |
| EU     | Eurochart Hot 100 Singles      | 57      | [ 19 ] |
| NL     | Nederlandse Top 40             | 67      | [ 20 ] |
| DE     | Top 100 Single-Jahrescharts    | 14      | [ 21 ] |

## Wersje innych wykonawców
- 2006: Pet Shop Boys i Elton John (Fundamentalism – limitowana edycja albumu Fundamental)[22]